# In fœtu (film)
 (septembre 2023).
 (septembre 2023).
La mise en forme du texte ne suit pas les recommandations de Wikipédia : il faut le « wikifier ».
Les points d'amélioration suivants sont les cas les plus fréquents. Le détail des points à revoir est peut-être précisé sur la page de discussion.
- Les titres sont pré-formatés par le logiciel. Ils ne sont ni en capitales, ni en gras.
- Le texte ne doit pas être écrit en capitales (les noms de famille non plus), ni en gras, ni en italique, ni en « petit »…
- Le gras n'est utilisé que pour surligner le titre de l'article dans l'introduction, une seule fois.
- L'italique est rarement utilisé : mots en langue étrangère, titres d'œuvres, noms de bateaux, etc.
- Les citations ne sont pas en italique mais en corps de texte normal. Elles sont entourées par des guillemets français : « et ».
- Les listes à puces sont à éviter, des paragraphes rédigés étant largement préférés. Les tableaux sont à réserver à la présentation de données structurées (résultats, etc.).
- Les appels de note de bas de page (petits chiffres en exposant, introduits par l'outil «  Source ») sont à placer entre la fin de phrase et le point final[comme ça].
- Les liens internes (vers d'autres articles de Wikipédia) sont à choisir avec parcimonie. Créez des liens vers des articles approfondissant le sujet. Les termes génériques sans rapport avec le sujet sont à éviter, ainsi que les répétitions de liens vers un même terme.
- Les liens externes sont à placer uniquement dans une section « Liens externes », à la fin de l'article. Ces liens sont à choisir avec parcimonie suivant les règles définies. Si un lien sert de source à l'article, son insertion dans le texte est à faire par les notes de bas de page.
- La présentation des références doit suivre les conventions bibliographiques. Il est recommandé d'utiliser les modèles {{Ouvrage}}, {{Chapitre}}, {{Article}}, {{Lien web}} et/ou {{Bibliographie}}. Le mode d'édition visuel peut mettre en forme automatiquement les références.
- Insérer une infobox (cadre d'informations à droite) n'est pas obligatoire pour parachever la mise en page.

Pour une aide détaillée, merci de consulter Aide:Wikification.
Si vous pensez que ces points ont été résolus, vous pouvez retirer ce bandeau et améliorer la mise en forme d'un autre article.
 (octobre 2023).
In fœtu est un court métrage dramatique québécois écrit et réalisé par Jacob Khayat. Premier film de fiction du réalisateur, celui-ci aborde les thèmes de l'enfance et de l'identité à travers les yeux de deux jeunes jumeaux, Laurier et Jasmin.
Présenté pour la première fois au Festival Émergence de Montréal en août 2022, le film se promène dans les salles des festivals québécois jusqu'en juillet 2023.

## Synopsis
L'intrigue repose sur la relation entre deux jumeaux, Laurier et Jasmin, qui, à l'heure du bain, se font garder par leur grand-mère. 
Lorsque celle-ci descend à l'étage pour aller chercher une bouteille de dissolvant à vernis à ongle, les deux enfants jouent à tour de rôle à retenir leur souffle le plus longtemps sous l'eau.
Profitant de l'absence de sa grand-mère ainsi que de la vulnérabilité de son frère Jasmin retenant son souffle sous l'eau, Laurier noiera son frère avant d'échanger de place et de bracelet d'identification.
Dans la peau de son frère, Laurier appellera à l'aide, sa grand-mère découvrant le corps de l'un de ses petit-fils gisant dans l'eau laiteuse du bain. Le film se termine sur un plan du petit Laurier, fixant le spectateur droit dans les yeux ; une fin ouverte qui laisse place à plusieurs questions.

## Fiche technique
Titre original : In fœtu
Réalisation : Jacob Khayat
Scénario : Jacob Khayat
Photographie : Keenan Moïse
Montage : Raphaëlle Fortin
Production déléguée et assistante à la réalisation : Alexandra Nicolov
Musique : Nassim Dib-Mudie
Décors : Laura Duquette
Son : Raphaëlle Loranger et Louis-Félix Couture
Société de production : Université du Québec à Montréal (UQAM)
Coproduction exécutive : Jacob Khayat, Keenan Moïse et Alexandra Nicolov
Pays d'origine : Canada, Québec
Langue : Français
Format : Couleur - 2.35:1 - Stéréo
Genre : Drame, Horreur
Durée : 6 minutes 46 secondes
Sortie : Août 2022

## Distribution
Zachary Dusseault : Laurier
Mikaël Dusseault : Jasmin
Diane-Marie Racicot : Marguerite, la grand-mère

## Parcours et distinctions
Festival Émergence de Montréal - 2022 (Prix de coup de coeur du public)
Festival SPASM - 2022
Festival Plein(s) Écran(s) - 2023
Rendez-vous Québec Cinéma - 2023
Festival du film étudiant de Québec - 2023
Concordia Film Festival - 2023
Festival Fantasia - 2023